# 唐作梅
唐作梅，浙江秀水（今浙江嘉兴）人，是一名清朝政治人物。
唐作梅曾于1794年接替彭元璟任宝山县知县一职，1795年由崔兆麟接任。